# Toby Kebbell
Toby Kebbell, all'anagrafe Tobias Alistair Patrick Kebbell (Pontefract, 9 luglio 1982), è un attore britannico.

## Biografia
Nato a Pontefract, nello Yorkshire, ma cresciuto a Nottinghamshire. Ha frequentato la scuola elementare cattolica, all'età di quindici anni abbandona gli studi ed inizia a lavorare come pittore e decoratore, oltre a lavorare per un periodo in un hotel. A diciassette anni entra in un gruppo chiamato Central Television Workshop, qui viene notato da Shane Meadows che nel 2004 lo fa debuttare nel suo film Dead Man's Shoes - Cinque giorni di vendetta. La sua interpretazione gli fece guadagnare subito una candidatura come miglior esordiente ai British Independent Film Awards. In seguito ottiene delle piccole parti in Alexander di Oliver Stone e Match Point di Woody Allen.
Il ruolo più acclamato di Kebbell arrivò nel 2007 nel film biografico di Anton Corbijn Control, dedicato alla vita di Ian Curtis. Kebbell ha interpretato il ruolo di Rob Gretton, il manager dei Joy Division, vincendo il premio come miglior attore non protagonista ai British Independent Film Awards, battendo gli altri candidati nella categoria Cate Blanchett, Colin Firth e la co-protagonista di Control Samantha Morton.
Nel 2008 interpreta il musicista dipendente dal crack Johnny Quid, uno dei personaggi principali del film RocknRolla, che lo ha visto recitare al fianco di Tom Wilkinson, Gerard Butler, Thandie Newton e Mark Strong. La sua interpretazione suscita l'interesse di critica e stampa, tanto che il The Sun lo descrive come una "star del futuro". Nel gennaio del 2009 ottiene una candidatura alla miglior stella emergente ai Premi BAFTA 2009 dedicata a promettenti attori emergenti.
Nel 2009 prende parte al film Chéri di Stephen Frears, in cui interpreta un piccolo ruolo accanto a Michelle Pfeiffer. Sempre nel 2009 gira il blockbuster di Jerry Bruckheimer Prince of Persia - Le sabbie del tempo. Successivamente prende parte ad un altro blockbuster hollywoodiano come L'apprendista stregone. In televisione Kebbell ha preso parte ad alcuni episodi della serie televisiva The Street e ha recitato al fianco di James McAvoy in una moderna rivisitazione del Macbeth. A teatro ha portato in scena al Almeida Theatre una rilettura de I nemici di Maksim Gor'kij ad opera di David Hare. 
Nel 2010 interpreta il ruolo di John Wilkes Booth nel film di Robert Redford The Conspirator, mentre nel 2011 prende parte a due film, The Veteran e War Horse. Nel 2012 recita nel sequel di Scontro tra titani del 2010, La furia dei titani al fianco di Sam Worthington e Liam Neeson. Nel 2014 è stato scritturato per interpretare il villain Dottor Destino nel reboot cinematografico Fantastic 4 - I Fantastici Quattro, diretto da Josh Trank, uscito nelle sale americane ad agosto 2015. Sempre nel 2014 riveste i panni del malvagio Koba nei film Apes Revolution - Il pianeta delle scimmie e The War - Il pianeta delle scimmie.

## Filmografia

### Attore

#### Cinema
- Northern Soul, regia di Shane Meadows - cortometraggio (2004)
- Dead Man's Shoes - Cinque giorni di vendetta (Dead Man's Shoes), regia di Shane Meadows (2004)
- Alexander, regia di Oliver Stone (2004)
- Match Point, regia di Woody Allen (2005)
- Wilderness, regia di Michael J. Bassett (2006)
- Control, regia di Anton Corbijn (2007)
- RocknRolla, regia di Guy Ritchie (2008)
- Chéri, regia di Stephen Frears (2009)
- Prince of Persia - Le sabbie del tempo (Prince of Persia: The Sands of Time), regia di Mike Newell (2010)
- L'apprendista stregone (The Sorcerer's Apprentice), regia di Jon Turteltaub (2010)
- The Conspirator, regia di Robert Redford (2010)
- The Veteran, regia di Matthew Hope (2011)
- War Horse, regia di Steven Spielberg (2011)
- La furia dei titani (Wrath of the Titans), regia di Jonathan Liebesman (2012)
- The East, regia di Zal Batmanglij (2013)
- The Counselor - Il procuratore (The Counselor), regia di Ridley Scott (2013)
- Apes Revolution - Il pianeta delle scimmie (Dawn of the Planet of the Apes), regia di Matt Reeves (2014)
- Fantastic 4 - I Fantastici Quattro (The Fantastic Four), regia di Josh Trank (2015)
- Buddha's Little Finger, regia di Tony Pemberton (2015)
- Warcraft - L'inizio (Warcraft), regia di Duncan Jones (2016)
- Sette minuti dopo la mezzanotte (A Monster Calls), regia di Juan Antonio Bayona (2016)
- Ben-Hur, regia di Timur Bekmambetov (2016)
- Gold - La grande truffa (Gold), regia di Stephen Gaghan (2016)
- Kong: Skull Island, regia di Jordan Vogt-Roberts (2017)
- The War - Il pianeta delle scimmie (War for the Planet of the Apes), regia di Matt Reeves (2017) - cameo
- The Female Brain, regia di Whitney Cummings (2017)
- Hurricane - Allerta uragano (The Hurricane Heist), regia di Rob Cohen (2018)
- L'angelo (The Angel), regia di Ariel Vromen (2018)
- Destroyer, regia di Karyn Kusama (2018)
- Ser du månen, Daniel, regia di Niels Arden Oplev e Anders W. Berthelsen (2019)
- Bloodshot, regia di Dave Wilson (2020)

#### Televisione
- The Street – serie TV, 3 episodi (2007)
- Black Mirror – serie TV, 1 episodio (2011)
- The Escape Artist – miniserie TV, 3 episodi (2013)
- Servant – serie TV (2019–2023)
- For All Mankind — serie TV (2023-in corso)

### Doppiatore
- È arrivato il Broncio (Here Comes the Grump), regia di Andrés Couturier (2018)

## Doppiatori italiani
- Andrea Mete in RocknRolla, La furia dei titani, Fantastic 4 - I Fantastici Quattro, Sette minuti dopo la mezzanotte, Kong: Skull Island, L'angelo, Destroyer, Bloodshot
- David Chevalier in Black Mirror, Warcraft - L'inizio[2], Ben-Hur, Gold - La grande truffa, Servant
- Paolo De Santis in Dead Man's Shoes - Cinque giorni di vendetta, Hurricane - Allerta uragano
- Nino Prester in Apes Revolution - Il pianeta delle scimmie[2], The War - Il pianeta delle scimmie[2]
- Christian Iansante in Control
- Riccardo Scarafoni in Prince of Persia - Le sabbie del tempo
- Stefano Crescentini in L'apprendista stregone
- Gianfranco Miranda in The Conspirator
- Flavio Aquilone in War Horse
- Massimiliano Alto in The East
- Francesco Venditti in The Counselor - Il procuratore

Da doppiatore è sostituito da:
- Andrea Oldani in È arrivato il Broncio

## Premi e riconoscimenti
- British Independent Film Awards
  - 2004 - Candidatura come miglior performance esordiente per Dead Man's Shoes - Cinque giorni di vendetta
  - 2007 - Miglior attore non protagonista per Control
- British Academy of Film and Television Arts
  - 2009 - Candidatura come miglior stella emergente